# Petrus en Pauluskerk (Maassluis)
De Petrus en Pauluskerk is het kerkgebouw van de Andreas, Petrus en Paulusparochie in de Nederlandse stad Maassluis, dicht bij de Nieuwe Waterweg. Het futuristische gebouw wordt ook wel schertsend Sydney aan de Waterweg genoemd omdat het ontwerp doet denken aan het operagebouw van Sydney. Het ontwerp is voortgekomen uit een prijsvraag die in 1996 door het Bisdom Rotterdam was uitgeschreven. Het winnende ontwerp was afkomstig van de architecten Mari Baauw en René Olivier van het bureau Royal Haskoning. Op 29 april 2007 vond in het gebouw de eerste eucharistieviering plaats; op 1 juli 2007 werd de kerk door bisschop van Luyn ingewijd. Het oude kerkgebouw aan de P.C. Hooftlaan werd in hetzelfde jaar gesloopt; het in 1880 gebouwde Maarschalkerweerd-orgel uit de oude kerk werd na een grondige restauratie in 2015 opnieuw in gebruik genomen in het nieuwe kerkgebouw.
Het gebouw heeft een stalen skelet, dat is overtrokken met een doek van PVDF-folie. Met dit materiaal is eerder ervaring opgedaan bij onder andere de bouw van de aankomst- en vertrekhal van het vliegveld Zaventem. Aan de binnenzijde is eveneens een doek gespannen. Tussen binnen- en buitendoek bevindt zich isolatiemateriaal. Door de gekleurde kunststoframen aan de bovenzijde valt een warm licht naar binnen. De matte, glazen wand aan de westzijde bevat de openingstekst van het evangelie volgens Johannes in transparante letters. Dit is ontworpen door Stef Hagemeier.
Het gebouw biedt plaats aan 297 kerkgangers, die in een ellipsvormige opstelling in de ruimte zitten.
De toren met daarop het kruis staat los van het eigenlijke kerkgebouw.

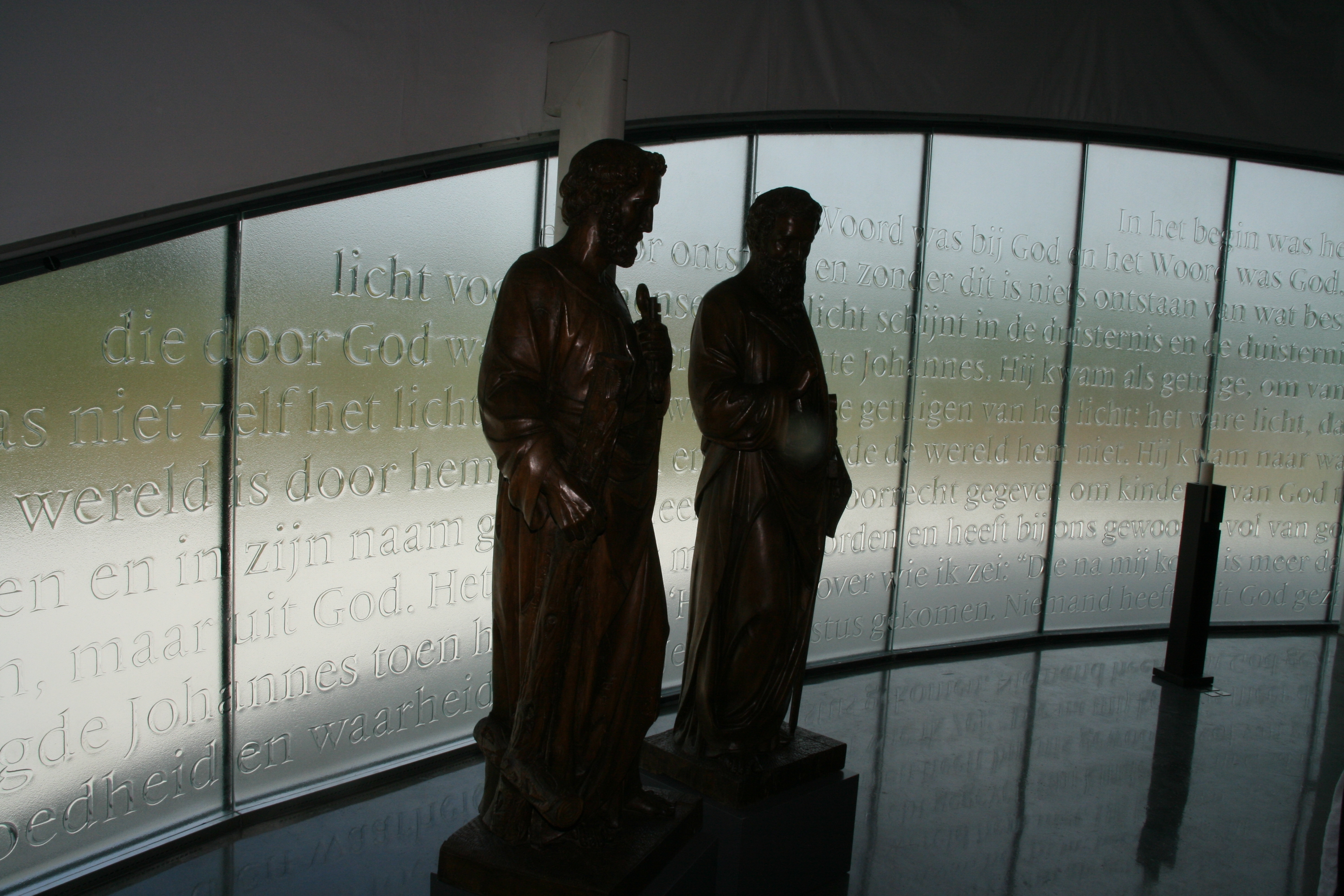
Details raam westzijde

## Bouw van de kerk

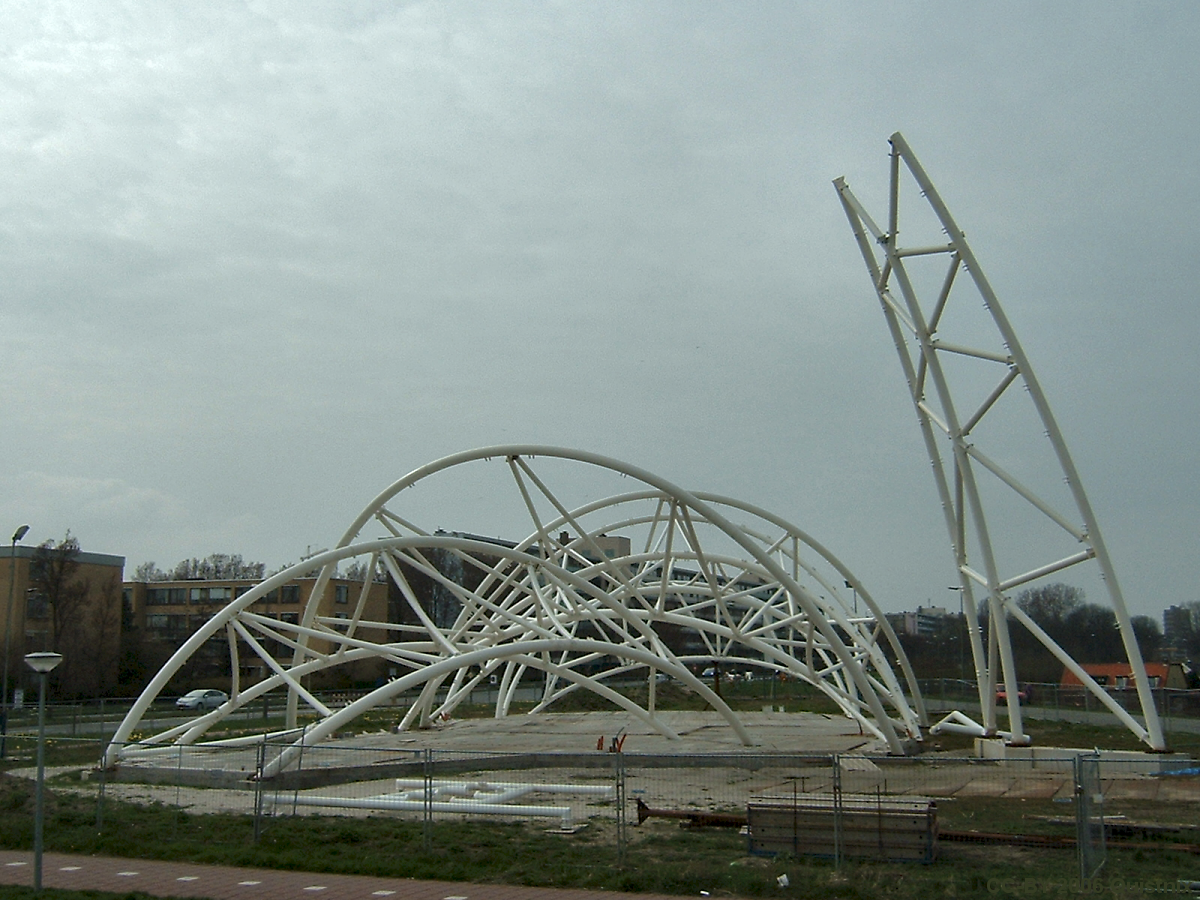
Kerk in aanbouw, april 2006
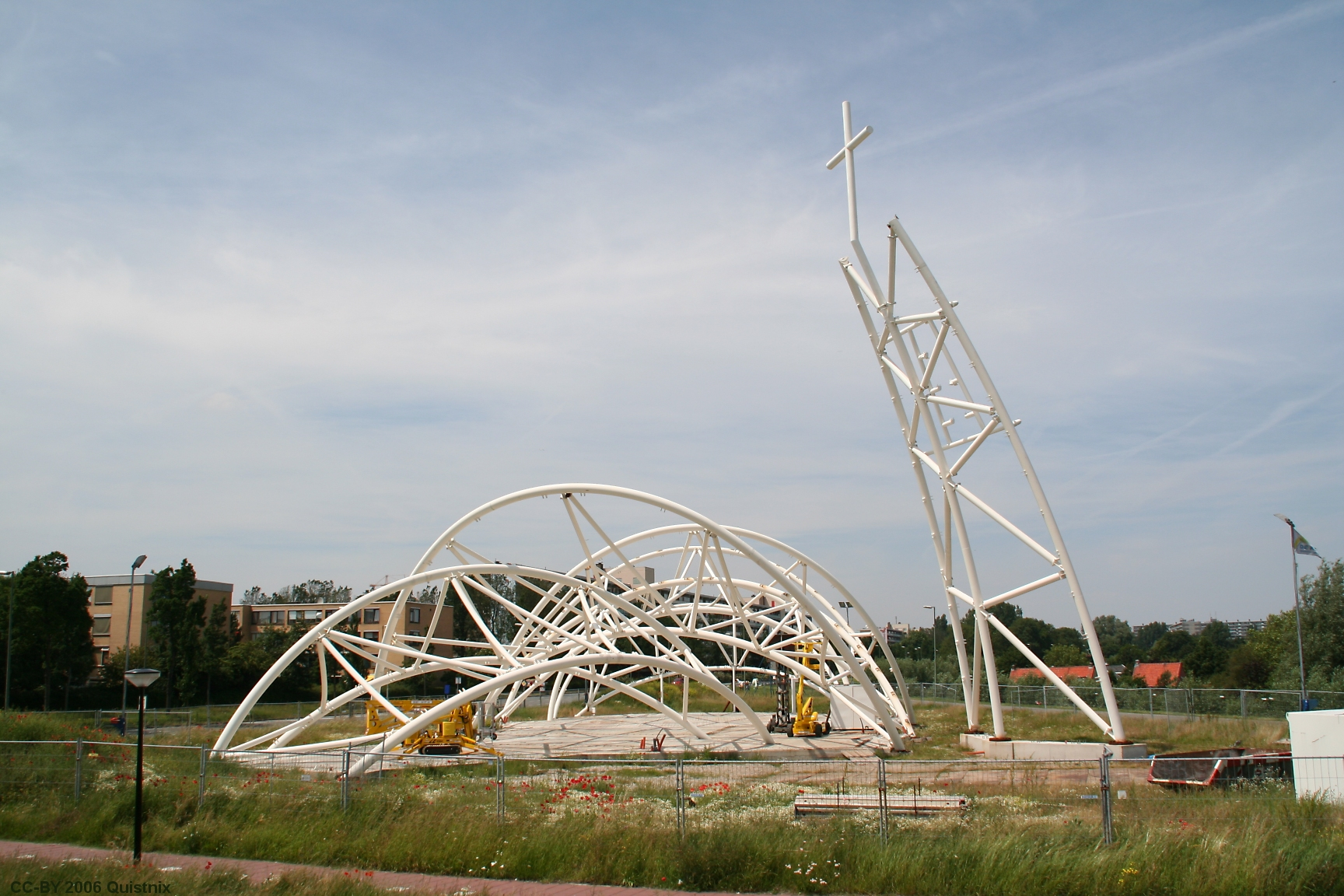
Kerk in aanbouw, juni 2006
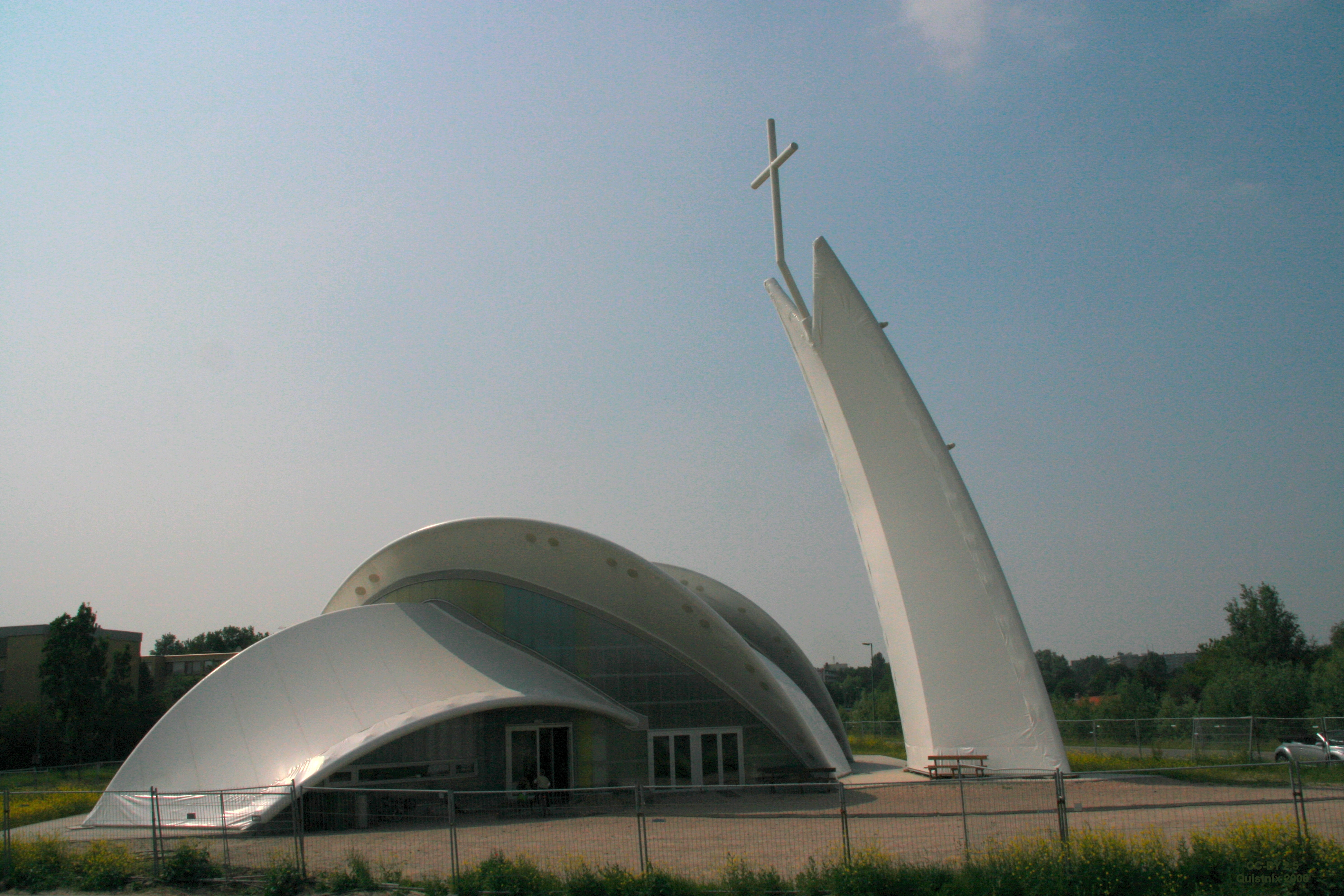
Petrus en Pauluskerk, juni 2007